# Рыбинский мост
Ры́бинский мост — автомобильный и пешеходный мост через реку Волгу в городе Рыбинске Ярославской области; часть трассы Р104. Расположен рядом со Спасо-Преображенским собором. Находится на 433,5 км речного пути от Московского Южного порта.
Общая длина 720 м. Шестипролётный. Имеет два судоходных пролёта — второй и третий от правого берега; второй предназначен для судов и плотов идущих вниз, третий — для судов, идущих вверх. Высота пролётов: 21,3 от проектного уровня, 16,0 от расчётного уровня.
Построен Мостоотрядом № 6 Минтрансстроя в 1957—1963 годах по проекту московского института «Гипрокоммундортранс». Торжественно открыт 25 августа 1963 года.
В конце 2022 года начат капитальный ремонт моста.

## Предыстория
Активная деятельность в районе Рыбинского гидроузла развернулась в рамках программы «Большая Волга» — превращения реки в глубоководную магистраль путём создания системы водохранилищ.
Работы по развитию Рыбинского гидроузла начались в 1940 году. В июне перекрыли Волгу, в октябре — Шексну. 13 апреля 1941 достроили последний пролёт Рыбинской плотины. Тогда паводковые воды начали заливать Молого-Шекснинское междуречье. Около 700 населенных пунктов оказались под водой, большинство жителей переселились в Рыбинск. Город не был подготовлен к такому притоку населения: и с точки зрения инфраструктуры, и с точки зрения рабочих мест. Переселенцы с затопленных территорий попадали в Заволжский район Рыбинска, а основные предприятия находились на другом берегу. Кроме того, эта часть Волги являлась нижним бьефом: она находилась за плотиной, а потому гидроагрегаты вызывали серьёзные (до 7 метров) колебания уровня воды несколько раз в сутки. Наладить паромное сообщение в таких условиях очень трудно, поэтому создание моста казалось логичным и даже необходимым.

## История создания
23 мая 1938 года экономическая комиссия при Совете народных комиссаров СССР приняла решение учесть в генеральной смете Волгостроя 21 миллион рублей на строительство моста через Волгу в Рыбинске.
По первому проекту мост должен был пройти через территорию, занимаемую Спасо-Преображенским собором (в нём располагался речной вокзал), поэтому собор подлежал сносу. Успели поставить только опоры — 22 июня 1941 года было введено военное положение и остановлены работы на объектах, не имеющих оборонного значения. Стройка остановилась.
На предприятиях города был развёрнут трудовой фронт. С июля 1940 года опоздание более, чем на 20 минут, приравнивалось к прогулу и влекло за собой наказание в виде шести месяцев исправительно-трудовых работ по специальности с удержанием 25 % заработка. Повторное нарушение каралось тюремным заключением. Поэтому для жителей Заволжского района Рыбинска было жизненно необходимо попасть на паром вовремя. Утром 11 марта 1943 года произошла трагедия: толпа устремилась на буксир, он всё равно отчалил и утонул, погибло 107 человек.
6 октября 1946 года постановлением Совета министров СССР Волгострой был передан Министерству электростанций. При составлении новой генеральной сметы министерство исключило деньги на строительство моста. Исполком Облсовета и Обком ВКП(б) написали письмо И. В. Сталину, в котором попросили разрешить строительство, аргументируя колебаниями уровня воды из-за ввода в эксплуатацию на Рыбинской ГЭС нового агрегата. Письмо не дало результатов — но в ответе было обозначено, что строительство моста рассмотрят в пятой пятилетке (1951—1955).
Специалисты мостотряда № 6 пришли в Рыбинск только в феврале 1957 года. Они начали проводить подготовительные работы на 150 метров выше по течению, не там, где стояли довоенные опоры. Работу затрудняли колебания уровня воды и изменения скорости течения реки. На разных этапах опоры бетонировались различными типами бетона, и в результате превращались в почти несокрушимые монолиты.
У моста семь опор и шесть пролётов. Четыре из них пойменные (несудоходные), два — русловые (судоходные).
Главный инженер проекта — Евгений Сергеевич Уланов. Его авторским решением было передвинуть два судоходных пролёта ближе к правому берегу, так, чтобы они подчеркивали вертикаль Спасо-Преображенского собора. Позже пришлось отреставрировать и собор, чтобы он лучше визуально соотносился с мостом. Маленькие арки отлили и установили в 1961 году, а большие были сборными. 26 января 1962 года одна из недостроенных арок обрушилась, погибло 2 человека.
В рамках сдаточных испытаний прочность конструкции проверяли 150 грузовиков с песком. Мост успешно выдержал их. 25 августа 1963 прошло торжественное открытие. Почти сразу мост стал визитной карточкой города.